# HOT!HOT!HOT!HOT!HOT!HOT!
『HOT!HOT!HOT!HOT!HOT!HOT!』（ホット ホット ホット ホット ホット ホット）は、2007年5月16日に発売された日本のオルガン器楽曲バンド、YOUR SONG IS GOODの2枚目のフル・アルバム。発売元はカクバリズム/NAYUTAWAVE RECORDS。

## 解説
YOUR SONG IS GOODのメジャー・デビュー後の初のフル・アルバム。スカやカリプソなどの南米由来の音楽をふんだんに取り入れ、ユアソン流のポップ・ミュージックの集大成となった。1枚目のアルバムと同じく、プラスチックケースを用いず、紙ジャケットでリリースされている。

## 収録内容

### CD
1. ウィッス! ウィッス! ウィッス! -OOHWeeeS! OOHWeeeS! OOHWeeeS!-
[Words:MASATOMO YOSHIZAWA/JUN SAITO Music:JUN SAITO]（2:51）[1]
「"2,4,6,6,1,64" Number」（『YOUR SONG IS GOOD』収録）、「THE INTRO」（『FEVER』収録）に続くバンドの自己紹介の曲で、本作が始まる位置づけである。
曲中のガヤ音は「THE INTRO」以来の招集になったGAYA SONG IS GOODによるもの。
2. CAPLYPeeeeee! SO -笛+カリプソ-
[Music:MASATOMO YOSHIZAWA/JUN SAITO]（2:59）[1]
カリプソのベースラインに「笛（ホイッスル）」、「ソウルテンポなオルガンの刻み」、「カリビアンなイキフンでいてついでにツインナリードギター」、「ヤフオクで買ったスネアと909」と「ショ〜ティのキラー声」が揃った楽曲。タイトルはカリプソの笛の音色を組み込んだ造語。
3. あいつによろしく -AITSU ni 4649-
[Words&Music:JUN SAITO]（5:06）[1]
1stシングル「あいつによろしく」収録曲。
4. 続・熱帯ボーイ -NETTAI BOY pt.2
[Words:KOJI SHIRAISHI Music:KOJI SHIRAISHI/JUN SAITO]（4:39）[1]
「NETTAI BOY」（『FEVER』収録）の続編。
5. はねむ〜んしゃっふる -HONEYMOON SHUFFLE-
[Music:KOJI SHIRAISHI/JUN SAITO]（4:26）[1]
シライシ曰く「新婚旅行にいってない妻への鎮魂歌」である。裏打ちにバンド史上初めてピアノが導入された。
6. 週末はストラット -WEEKEND STRUT-
[Words&Music:MASATOMO YOSHIZAWA]（4:00）[1]
サラリーマンをメンバーに持つ「YSIG週末稼働のテーマ」である。
7. ショーティの世界 -THE SHORTY'S WORLD-
[Music:JUN SAITO/YASUHIKO HATTORI]（1:21）[1]
メムバーインタールードシリーズ第一弾。トロンボーン担当、ハットリ"ショ〜ティ"ヤスヒコのテーマである。
8. 6人は南をめざす -"SIX MEN" GOES TO THE SOUTH-
[Words:JUN SAITO Music:MASATOMO YOSHIZAWA]（3:45）[1]
「AAH WEE」（『FEVER』収録）に続くジャイヴチューン。
9. SUMMER vs WINTER -夏か？冬か？-
[Music:KOJI SHIRAISHI/JUN SAITO]（4:29）[1]
YSIG謹製ネオアコチューン。アルバムの収録曲の中で最初にできた曲である。
10. 無礼講な演奏 -PLAY IT "BOOOREIKOO"-
[Music:JUN SAITO/MASATOMO YOSHIZAWA]（3:47）[1]
バンドの超重要なフレーズを曲にしたもの。サイトウ作のメインテーマとヨシザワ作のBメロと何年もあたためていたCメロを組み合わせて出来た曲である。また、初めてビブラフォンを導入した曲である。
11. MOOD for 真っ昼間 -from O.S.T. "WALKIN' with MAURICE"-
[Music:MASATOMO YOSHIZAWA]（1:25）[1]
メムバーインタールードシリーズ第2弾。夜型人間であるヨシザワにとっての真っ昼間（真夜中）の散歩のテーマである。
12. ブガルー超特急 -BOOGALOO SUPER EXPRESS-
[Words&Music:MASATOMO YOSHIZAWA]（4:13）[1]
1stシングル「あいつによろしく」収録曲。
13. THE HOT -aka HOT!HOT!HOT!HOT!HOT!HOT!-
[Music:JUN SAITO]（4:00）[1]
アルバムタイトル曲。松田"CHABE"岳二（CUBISMO GRAFICO）がゲストミュージシャンとして参加している。
14. オイ、オレ、オマエ -Oi, Ole, Oh-Mae" CALYPSO-
[Words&Music:JUN SAITO]（5:13）[1]
YSIG初の恋愛賛歌。本来は『FEVER』に「オイ！オレ！オマエ！」というタイトルで収録されるはずだった楽曲である。のちに、コンピレーションアルバム『アイのうた』に収録される。
15. いつでも演奏中 -NOW PLAYING-
[Words&Music:JUN SAITO]（2:07）[1]
アルバムを締めくくる曲。アルバムは終わっても、バンドはいつでも演奏中であるということを主張したもの。ライブでは、アカペラで歌われる。

## 特典
HMVとTOWER RECORDSでは「ユアソングイズグッドのドゥワ〜イ！辞典」が購入先着特典として配布されたが、仕様は各店舗で異なっている。表紙がHMVはピンク、TOWER RECORDSは黄色。また、HMV版にはHMVの項目、TOWER RECORDS版にはTOWER RECORDSの項目が記載されている。